# 피아트 두카토
피아트 두카토(Fiat Ducato)는 피아트사에 만드는 승합차를 가리킨다. 피아트사에서 제작하는 승합차 중에서 가장 대표적인 차량인 차종이다.

## 역사
피아트 두카토는 1981년에 처음으로 출시가 되었으며 1세대는 출시일인 1981년부터 1993년까지 나왔다. 1세대는 후신인 2세대나 3세대와는 달리 1톤의 소형 화물차도 같이 존재하였으며 알파 로미오 AR8가 바로 피아트 두카토의 픽업 트럭이었다. 이외에 1세대는 시트로엥 C25, 푸조 J5, 탤벗 익스프레스가 존재하였다. 1993년부터는 2세대가 출시되었으며 픽업 트럭인 알파 로미오가 삭제되는 대신 리어 뷰와 복서가 출시되어 현재에 이른다. 2세대는 2002년에 페이스리프트를 한번 거치고 2006년까지 생산되었다. 2006년부터 후속인 3세대가 출시되었고 2014년에 페이스리프트를 거쳐 지금까지 생산이 되고 있다. 피아트 두카토는 현재엔 주로 화물 밴, 13인승과 15인승의 승합차, 구급차와 같은 용도로 쓰이고 있는 차종이다. 또한 3세대부터는 램 트럭스에 피아트 디젤 엔진 대신 크라이슬러 펜타스타 가솔린 엔진을 장착하여 램 프로마스터라는 차량(닷지 스프린터의 후속)으로도 판매한다.

## 경쟁 차량
- 이베코 데일리
- 메르세데스-벤츠 스프린터
- 포드 트랜싯
- 르노 마스터
- 쉐보레 익스프레스, 쉐보레 스타크래프트
- 현대 쏠라티

## 같이 보기
- 승합차
- 피아트
- 상용차